# Thiadiazole
Als Thiadiazole werden Mitglieder einer Gruppe von heterocyclischen aromatischen Verbindungen bezeichnet, die in einem Fünfringsystem neben zwei Kohlenstoff- zwei Stickstoffatome und ein Schwefelatom enthalten. Die vier möglichen Isomere unterscheiden sich durch unterschiedliche Positionen der beiden Stickstoff-Atome.

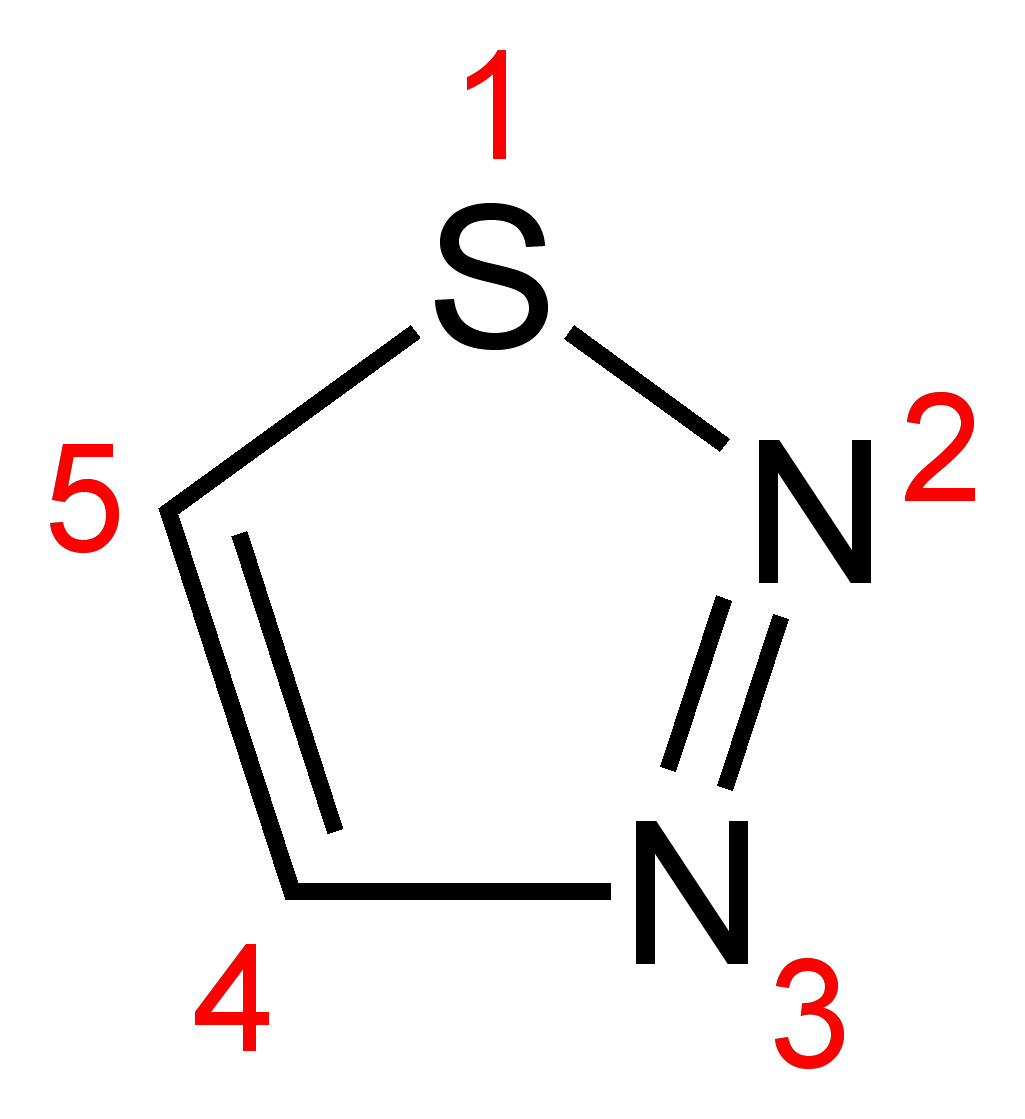
1,2,3-Thiadiazol
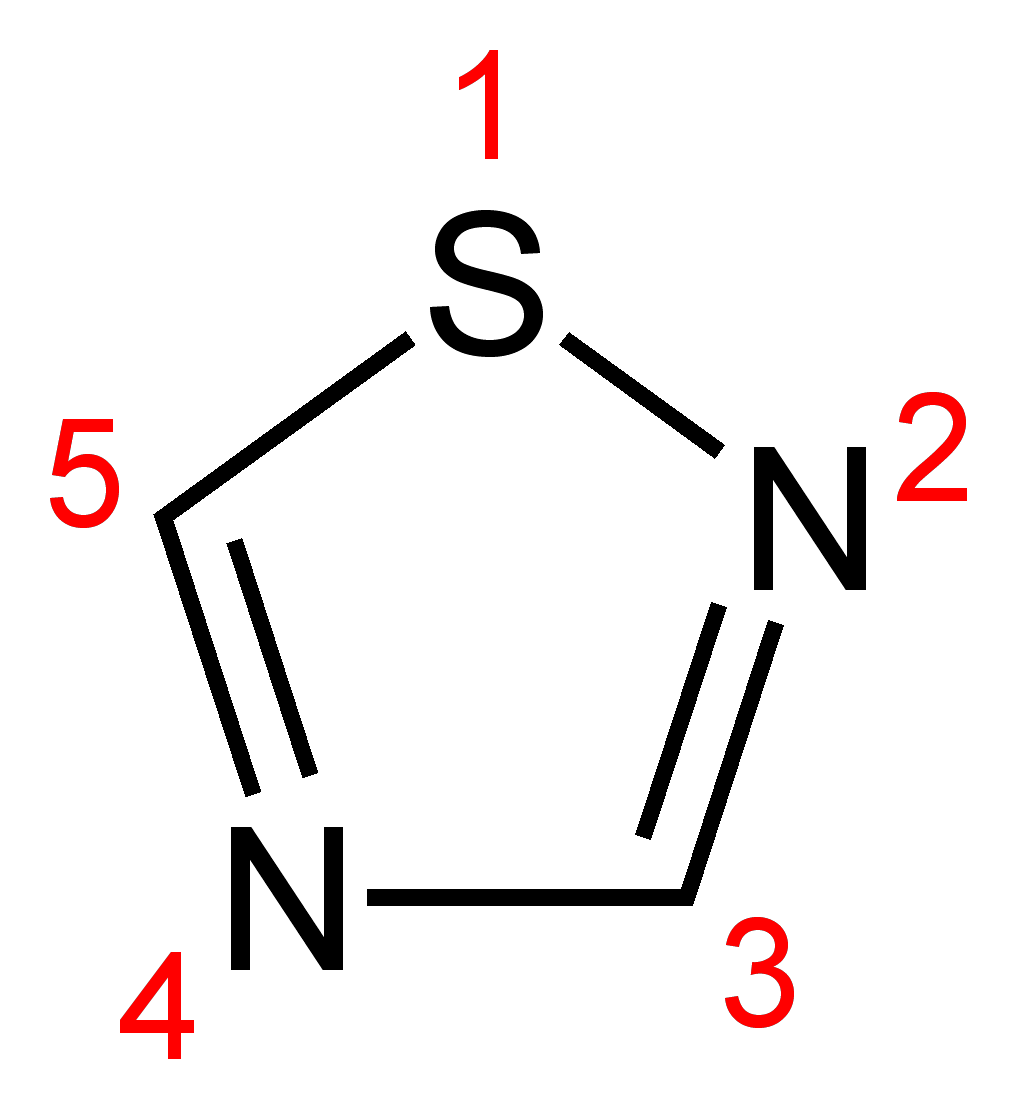
1,2,4-Thiadiazol
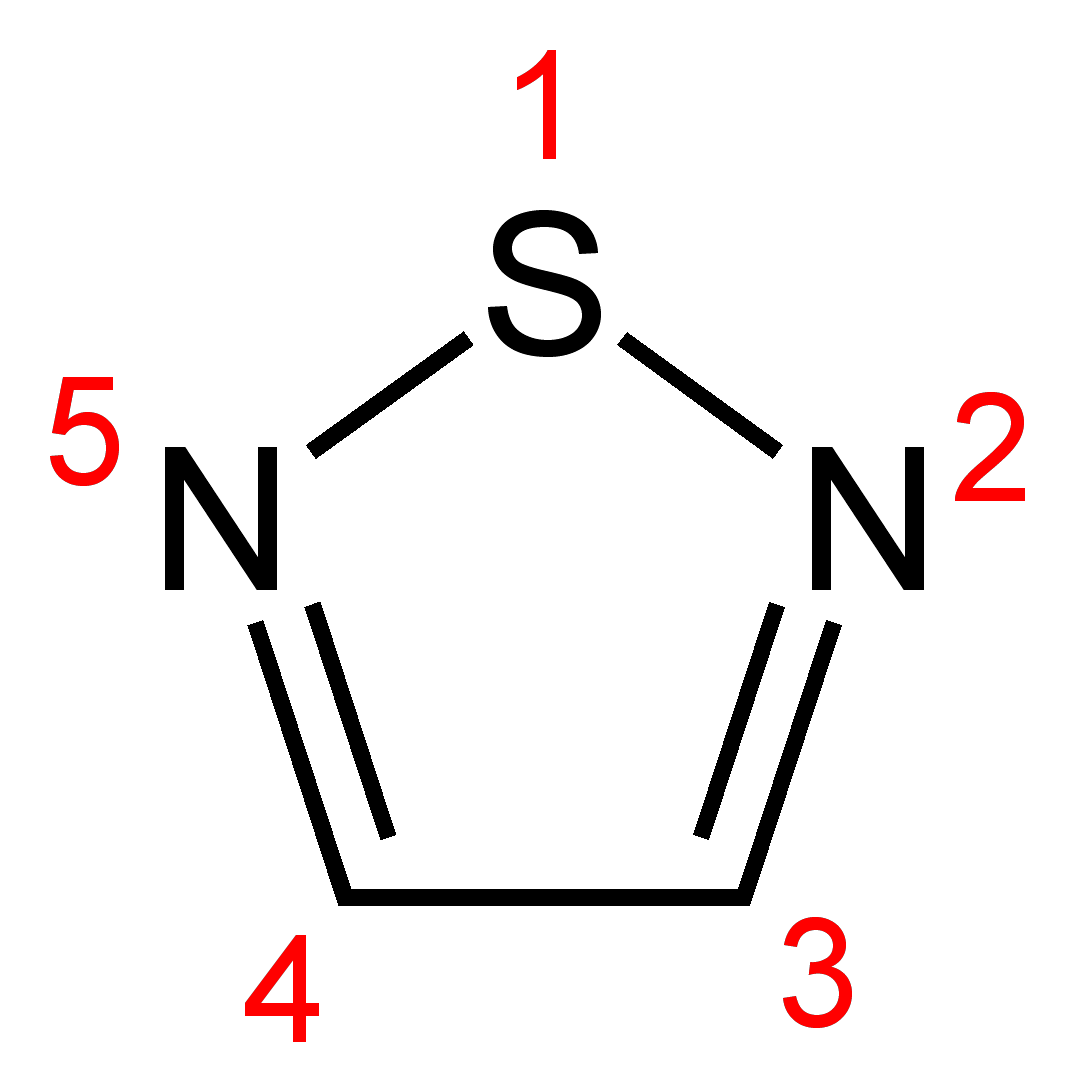
1,2,5-Thiadiazol
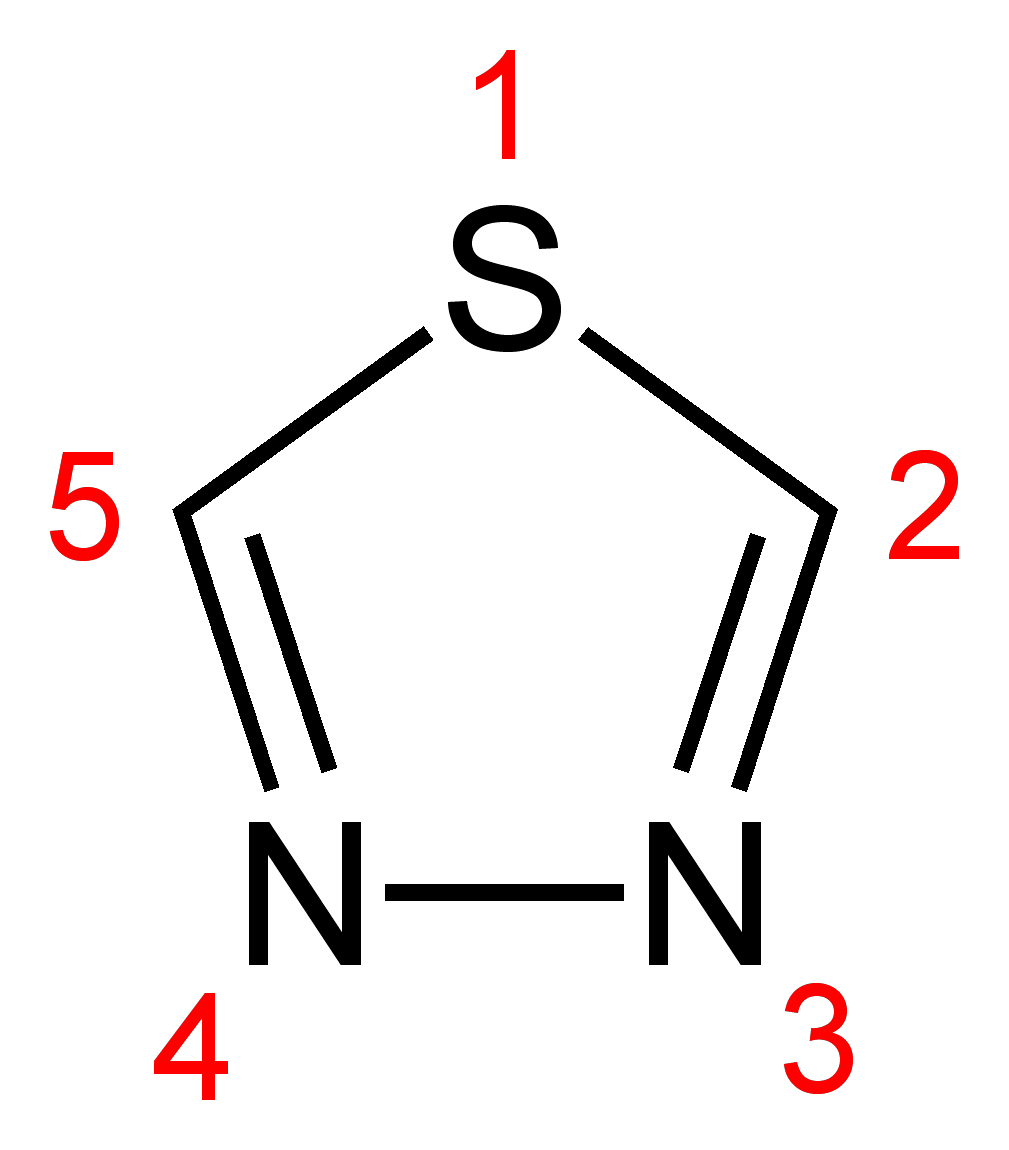
1,3,4-Thiadiazol